# Grattis världen
Grattis världen var ett reseprogram med Filip Hammar och Fredrik Wikingsson som sändes på Kanal 5 mellan 11 september och 14 november 2005. 
Konstnären och filmaren Pål Hollender, känd från Expedition: Robinson, är programmets inslagsproducent och dyker även upp lite här och var i rutan. Signaturmelodi är Iggy Pop-covern "The Passenger" med Lars Bygdén, och programmet "voiceas" av radioprofilen Ulf Elfving som berättar om varje land i sann Eurovision-anda. Från avsnitt fem bytte programmet sändningstid från söndag kväll till måndag kväll. Sista avsnittet sändes den 14 november 2005, men programmet repriserades på Kanal 5 vintern 2007. 
Det tionde resmålet var planerat att vara Papua Nya Guinea men ställdes in då deras guide dog i en hjärtattack på en bergstopp, istället blev det två avsnitt från Japan.
Programmet vann det svenska TV-priset Kristallen 2006 för bästa livsstilsprogram före bland annat Antikrundan och Äntligen hemma, och hjälpte Filip & Fredrik att även vinna en kristall som "Årets förnyare".

## Avsnitt
| Nr | Resmål                 | Sändningsdatum    | Tittarantal |
| -- | ---------------------- | ----------------- | ----------- |
| 1  | "Nya Zeeland"          | 11 september 2005 | 352 000     |
| 2  | "Sydafrika"            | 18 september 2005 | 221 000     |
| 3  | "Grönland"             | 25 september 2005 | 224 000     |
| 4  | "Tokyo"                | 2 oktober 2005    | 236 000     |
| 5  | "Albanien"             | 3 oktober 2005    | 252 000     |
| 6  | "Cooköarna"            | 10 oktober 2005   | 280 000     |
| 7  | "Dover-Calais"         | 17 oktober 2005   | 258 000     |
| 8  | "Japanska landsbygden" | 24 oktober 2005   | 214 000     |
| 9  | "Ibiza"                | 7 november 2005   | 315 000     |
| 10 | "Estland"              | 14 november 2005  | 258 000     |